# Piaski (powiat iławski)
Piaski – osada w Polsce położona w województwie warmińsko-mazurskim, w powiecie iławskim, w gminie Susz.
Osada leży w bliskim sąsiedztwie rezerwatu Jezioro Gaudy.
W latach 1975–1998 miejscowość administracyjnie należała do województwa elbląskiego.